# Hautgeschabsel
Als Hautgeschabsel bezeichnet man eine einfache Technik der Probenentnahme in der Dermatologie. Sie wird vor allem in der Veterinärmedizin routinemäßig durchgeführt. 
Als Probenentnahmestelle werden vor allem die Übergangsbereiche von gesunder Haut und erkrankter Hautstelle verwendet. Zur Entnahme wird eine Skalpellklinge benutzt, die zum besseren Anhaften von Hautschuppen mit Paraffinöl benetzt wird. Nach dem Kürzen der Haare wird diese Stelle mit der Klinge abgeschabt. 
Beim oberflächlichen Hautgeschabsel werden dabei nur die oberen Epidermisschichten abgetragen. Dieses eignet sich zum Nachweis von Grabmilben, Raubmilben, Herbstgrasmilben, Hautpilzen und Hefen. Das tiefe Hautgeschabsel kann auch mit einem scharfen Löffel durchgeführt werden und wird bis auf die Lederhaut, also bis zum Austreten von kapillärem Blut ausgeführt. Es dient dem Nachweis von tief in der Haut lebenden Parasiten wie Haarbalgmilben.
Das Hautgeschabsel wird nach der Gewinnung auf einen Objektträger aufgestrichen und kurz hitzefixiert und anschließend lichtmikroskopisch untersucht. Bei Verdacht auf einen Hautpilz kann eine Zugabe von 10%iger Kalilauge zum Entfärben der Haare und damit zur besseren Darstellung von Pilzhyphen sinnvoll sein.